# Tiemenguan
Tiemenguan, även känt som Bashegym, är en stad på subprefekturnivå i i Xinjiang i nordvästra Kina och lyder under Produktions- och konstruktionskåren i Xinjiang.